# 大倉直行
大倉 直行（おおくら なおゆき、1871年 - 1947年）は、日本の柔術・剣術家。

## 経歴
1871年（明治4年）福島県会津で生まれた。
父親は家老職であったが、大倉直行は庶子であるため父親の名を語ることができなかった。このため幼少の頃に母方の大倉家に預けられた。
大倉直行は、叔父の田中タモツから剣術を母親から浅山一伝流体術を学んだ。また水府流の泳法や馬術なども修得した。田中が渡台中に他界したため浅山一伝流体術第十三代目となった。
明治末に文京区白山御殿町に十畳くらいの広さの道場「武徳館」を開設し昭和10年代まで浅山一伝流を教えていた。